# سواوتاریلا
سُواوتاریلا (به فنلاندی: Suutarila) یک منطقهٔ مسکونی در فنلاند است که در هلسینکی واقع شده‌است. سواوتاریلا ۴٫۱۳ کیلومتر مربع مساحت و ۱۱٬۴۱۳ نفر جمعیت دارد.